# Saison 1962-1963 de la LAH
Saison précédente Saison suivante
La saison 1962-1963 de la Ligue américaine de hockey est la 27e saison de la ligue au cours de laquelle neuf équipes jouent chacune 72 matchs.
Les Bisons de Buffalo remportent la coupe Calder.

## Changement de franchise
Les Clippers de Baltimore se joignent à la ligue et intègrent la division Est

## Saison régulière

### Classement
| Clt   | Équipe                 | PJ | V  | D  | N  | BP  | BC  | Pts |
| ----- | ---------------------- | -- | -- | -- | -- | --- | --- | --- |
| +001, | Reds de Providence     | 72 | 38 | 29 | 5  | 239 | 203 | 81  |
| +002, | Bears de Hershey       | 72 | 36 | 28 | 8  | 262 | 231 | 80  |
| +003, | Clippers de Baltimore  | 72 | 35 | 30 | 7  | 226 | 244 | 77  |
| +004, | As de Québec           | 72 | 33 | 28 | 11 | 206 | 210 | 77  |
| +005, | Indians de Springfield | 72 | 33 | 31 | 8  | 282 | 236 | 74  |

| Clt   | Équipe                 | PJ | V  | D  | N | BP  | BC  | Pts |
| ----- | ---------------------- | -- | -- | -- | - | --- | --- | --- |
| +001, | Bisons de Buffalo      | 72 | 41 | 24 | 7 | 237 | 199 | 89  |
| +002, | Barons de Cleveland    | 72 | 31 | 34 | 7 | 270 | 253 | 69  |
| +003, | Americans de Rochester | 72 | 24 | 39 | 9 | 241 | 270 | 57  |
| +004, | Hornets de Pittsburgh  | 72 | 20 | 48 | 4 | 200 | 317 | 44  |

- En gras : qualifiés pour les séries

### Meilleurs pointeurs
| Joueur          | Équipe                 | PJ | B  | A  | Pts | Pun |
| --------------- | ---------------------- | -- | -- | -- | --- | --- |
| Bill Sweeney    | Indians de Springfield | 69 | 38 | 65 | 103 | 16  |
| Hank Ciesla     | Barons de Cleveland    | 72 | 42 | 56 | 98  | 41  |
| Willie Marshall | Bears de Hershey       | 72 | 36 | 56 | 92  | 12  |
| Art Stratton    | Bisons de Buffalo      | 70 | 20 | 70 | 90  | 18  |
| Bruce Cline     | Indians de Springfield | 72 | 39 | 48 | 87  | 26  |
| Cleland Mortson | Bears de Hershey       | 72 | 32 | 54 | 86  | 97  |
| Bill Masterton  | Barons de Cleveland    | 72 | 27 | 55 | 82  | 12  |
| John McKenzie   | Bisons de Buffalo      | 71 | 35 | 46 | 81  | 122 |
| Stan Baluik     | Reds de Providence     | 72 | 23 | 58 | 81  | 52  |
| Fredrick Glover | Barons de Cleveland    | 71 | 26 | 54 | 80  | 171 |

## Séries éliminatoires
Les trois premiers de chaque division sont qualifiés. Les matchs des séries sont organisés ainsi :
- La série entre les deux premières équipes de chaque division se joue au meilleur des sept matchs. Le vainqueur est qualifié directement pour la finale qui se joue également au meilleur des sept matchs.
- Le deuxième et le troisième de chaque division s'affrontent au meilleur des 3 matchs. Les vainqueurs se rencontrent ensuite au meilleur des 5 matchs. Le gagnant dispute la finale[2].

### Tableau
|  | Premier tour | Premier tour | Premier tour   | Premier tour |         |         | Deuxième tour | Deuxième tour | Deuxième tour | Deuxième tour |  |  | Finale | Finale | Finale | Finale |
|  |              |              |                |              |         |         |               |               |               |               |  |  |        |        |        |        |
|  |              |              |                |              |         |         |               |               |               |               |  |  |        |        |        |        |
|  |              |              |                |              |         |         |               |               |               |               |  |  |        |        |        |        |
|  | Providence   | Providence   | 2              | 2            |         |         |               |               |               |               |  |  |        |        |        |        |
|  | Providence   | Providence   | 2              | 2            |         |         |               |               |               |               |  |  |        |        |        |        |
|  | Buffalo      | Buffalo      | 4              | 4            |         |         |               |               |               |               |  |  |        |        |        |        |
|  | Buffalo      | Buffalo      | 4              | 4            | Buffalo |         |               |               |               |               |  |  |        |        |        |        |
|  |              |              |                |              |         |         |               |               |               |               |  |  |        |        |        |        |
|  |              |              | Laissez-passer |              |         |         |               |               |               |               |  |  |        |        |        |        |
|  |              |              |                |              |         |         |               |               |               |               |  |  |        |        |        |        |
|  |              |              |                |              |         |         |               |               |               |               |  |  |        |        |        |        |
|  |              |              |                |              |         |         |               |               |               |               |  |  |        |        |        |        |
|  | Buffalo      | Buffalo      | 4              | 4            |         |         |               |               |               |               |  |  |        |        |        |        |
|  | Buffalo      | Buffalo      | 4              | 4            |         |         |               |               |               |               |  |  |        |        |        |        |
|  |              |              | Hershey        | Hershey      | 3       | 3       |               |               |               |               |  |  |        |        |        |        |
|  | Hershey      | Hershey      | Hershey        | Hershey      | 3       | 3       | 2             | 2             |               |               |  |  |        |        |        |        |
|  | Hershey      | Hershey      |                |              |         |         |               |               |               |               |  |  |        |        |        |        |
|  | Baltimore    | Baltimore    | 1              | 1            |         |         |               |               |               |               |  |  |        |        |        |        |
|  | Baltimore    | Baltimore    | 1              | 1            | Hershey | Hershey | 3             | 3             |               |               |  |  |        |        |        |        |
|  |              |              |                |              | Hershey | Hershey | 3             | 3             |               |               |  |  |        |        |        |        |
|  |              |              | Cleveland      | Cleveland    | 2       | 2       |               |               |               |               |  |  |        |        |        |        |
|  | Cleveland    | Cleveland    | Cleveland      | Cleveland    | 2       | 2       | 2             | 2             |               |               |  |  |        |        |        |        |
|  | Cleveland    | Cleveland    |                |              |         |         |               | 2             |               |               |  |  |        |        |        |        |
|  | Rochester    | Rochester    | 0              | 0            |         |         |               |               |               |               |  |  |        |        |        |        |
|  | Rochester    | Rochester    | 0              | 0            |         |         |               |               |               |               |  |  |        |        |        |        |
|  |              |              |                |              |         |         |               |               |               |               |  |  |        |        |        |        |

## Trophées

### Trophées collectifs
| Coupe Calder : Vainqueurs des séries                       | Bisons de Buffalo  |
| Trophée F.-G.-« Teddy »-Oke : Champions de la division Est | Reds de Providence |
| Trophée John-D.-Chick : Champions de la division Ouest     | Bisons de Buffalo  |

### Trophées individuels
| Trophée Les-Cunningham : Meilleur joueur de la saison                                 | Denis DeJordy (Bisons de Buffalo)     |
| Trophée John-B.-Sollenberger : Meilleur pointeur                                      | Bill Sweeney (Indians de Springfield) |
| Trophée Dudley-« Red »-Garrett : Meilleure recrue                                     | Doug Robinson (Bisons de Buffalo)     |
| Trophée Eddie-Shore : Meilleur défenseur de la saison                                 | Marc Reaume (Bears de Hershey)        |
| Trophée Harry-« Hap »-Holmes : Gardien ayant la plus petite moyenne de buts encaissés | Denis DeJordy (Bisons de Buffalo)     |